# Мовчанівка (Білоцерківський район)
Мовча́нівка — село в Україні, у Сквирській міській громаді Білоцерківського району Київської області. Населення становить 450 осіб. Є центром старостинського округу, куди приписані села Рибчинці i Ульянівка.

## Географія
Село розташовано за 23 км від центру громади. Через село тече річка Злодіївка, ліва притока Росі.

## Історія
Час заснування села невідомий, можливо, початок XVII ст. Назва походить від прізвища першопоселенців — Мовчанів.
Жителі села брали участь у селянських заворушеннях 1905 року. У червні 1920 року тут розміщався штаб російської Першої кінної армії перед проривом українсько-польського фронту в районі Сніжна — Озірна — Саврань.
128 мовчанівців нагороджені орденами i медалями за бойові заслуги у роки Другої Світової війни.
У Мовчанівці міститься центральна садиба колгоспу ім. Гагаріна, школа, культосвітні заклади.

## Населення

### Мова
Розподіл населення за рідною мовою за даними перепису 2001 року:
| Мова       | Кількість | Відсоток |
| ---------- | --------- | -------- |
| українська | 442       | 98.22%   |
| російська  | 7         | 1.56%    |
| румунська  | 1         | 0.22%    |
| Усього     | 450       | 100%     |

## Уродженці
- Нестерук Михайло Григорович — педагог, художній керівник, диригент Народного художнього колективу естрадно — духового оркестру «Юність» Київського Палацу дітей та юнацтва, відмінник освіти України. В 2017 році нагороджений «Почесною грамотою» Кабінету Міністрів України з нагоди річниці Дня незалежності України.